# Alpheus armatus
Alpheus armatus là một loài tôm gõ mõ trong họ Alpheidae, được tìm thấy tại vùng nước nông ở Biển Caribe và Vịnh Mexico. Nó sống cùng với một loài hải quỳ như Bartholomea annulata, dọn sạch cát khỏi các vết nứt và kẽ hở mà hải quỳ thường sinh sống.

## Miêu tả
Alpheus armatus là loài tôm có kích thước vừa phải, dài từ 2 đến 5 cm (0,8 đến 2,0 in). Râu có màu trắng với các dải sẫm màu và thân màu nâu, cam hoặc đỏ, có đốm trắng. Một trong những cặp chân trước mang một gọng kìm khổng lồ, dùng làm vũ khí săn mồi và đe dọa kẻ thù, có khả năng tạo ra tiếng "cách" lớn. Chân trước còn lại mang một móng vuốt nhỏ.

## Phân bố và môi trường sống
Alpheus armatus sinh sống tại vùng nước nhiệt đới và cận nhiệt đới phía tây Đại Tây Dương, Biển Caribe và Vịnh Mexico, thường ở độ sâu lớn hơn 10 m (33 ft). Cùng với A. armatus, loài tôm gần như tương đồng Alpheus immaculatus tạo thành một quần thể loài, chủ yếu xuất hiện ở độ cao từ 13 đến 25 m (43 đến 82 ft). Cả hai loài tôm sống cùng với một loài hải quỳ, thường là Bartholomea annulata, sinh sống trong hang động, phần nhô ra và kẽ hở, cũng như san hô vụn; hải quỳ giấu chân và cột của nó ở một nơi kín đáo và vươn các xúc tu vào cột nước để kiếm ăn. Khi bị quấy rầy, hải quỳ co cơ thể trở lại hang ổ của mình, rồi tự vệ bằng các xúc tu có nọc độc. Nơi hải quỳ sống gần đáy biển có cát hoặc ở vị trí sóng gió, có nhiều khả năng có một hoặc một cặp tôm cộng sinh sống cùng với nó hơn là hải quỳ ở xa đáy biển hơn.

## Sinh thái
Alpheus armatus là loài săn mồi, ăn động vật giáp xác nhỏ, động vật thân mềm và thậm chí cả cá nhỏ. Khi một con mồi tiềm năng tiếp cận con tôm này, nó sẽ mở rộng chiếc gọng kìm lớn của mình và tiến về phía mồi, đóng chặt càng lại bằng một tiếng lách cách lớn. Động tác này phóng ra một tia nước giống như súng nước và "hạ gục" con mồi; tiếng "cách" là do bong bóng tạo bọt vỡ ra khi móng vuốt đóng lại. Tôm sau đó mang con mồi về tổ để ăn. Nếu vì một lý do nào đó mà móng vuốt bị mất, móng vuốt còn lại sẽ to ra, mang hình dạng và chức năng của móng vuốt "cách", mặc dù không bao giờ đạt được kích thước như ban đầu. Ở lần thay vỏ tiếp theo, một móng vuốt nhỏ mới phát triển trên chi bị tổn thương, nhưng không phục hồi chức năng ban đầu.
Alpheus armatus là loài cộng sinh bắt buộc của hải quỳ, thường là Bartholomea annulata, và có thể thích nghi với độc tố của nó. Con tôm tìm kiếm hải quỳ ngay cả khi cả hai đều bị chôn vùi hoàn toàn trong cát. Tôm chủ động dọn sạch cát cản lối vào hang ổ của hải quỳ. Trong khi làm sạch hang, tôm thực hiện ba hành vi riêng biệt: đào bới, hất tung và xáo trộn cát. Nhờ đó, hải quỳ có thể tự co mình vào ổ một cách dễ dàng hơn nhằm tự vệ; trong khi tôm được những xúc tu độc của hải quỳ bảo vệ.